# Cynips
Cynips ist der Name einer Gattung aus der Familie der Gallwespen (Cynipidae). Die Spezies dieser Gattung leben gallenbildend an der Unterseite von Eichenblättern. Sie werden ihrerseits von Parasiten befallen, welche ihre Eier durch die Wände der Pflanzenbehausung der Cynips-Wespen ablegen können. 1930 veröffentlichte Alfred Charles Kinsey unter dem Titel The Gall Wasp Genus Cynips: A Study in the Origin of Species eine Monographie über die Gattung. Bis auf das Baltikum, Belarus, Russland und einige andere kleinere Gebiete ist die Gattung in ganz Europa vertreten.

## Morphologie
Cynips-Arten haben einen dicken buckligen Thorax und ein kurzes gestieltes Abdomen. Die Unterflügel der Tiere sind nicht geädert. Die Fühler bestehen aus 14 bis 15 Segmenten.

## Arten
In Europa treten folgende Arten auf:
- Cynips agama
- Cynips cornifex
- Cynips disticha
- Cynips divisa
- Cynips fusca
- Gestreifte Eichengallwespe (Cynips longiventris)
- Cynips quercus
- Gemeine Eichengallwespe (Cynips quercifolii)
- Cynips schlechtendali